# Cantó de Vilanòva de Berg

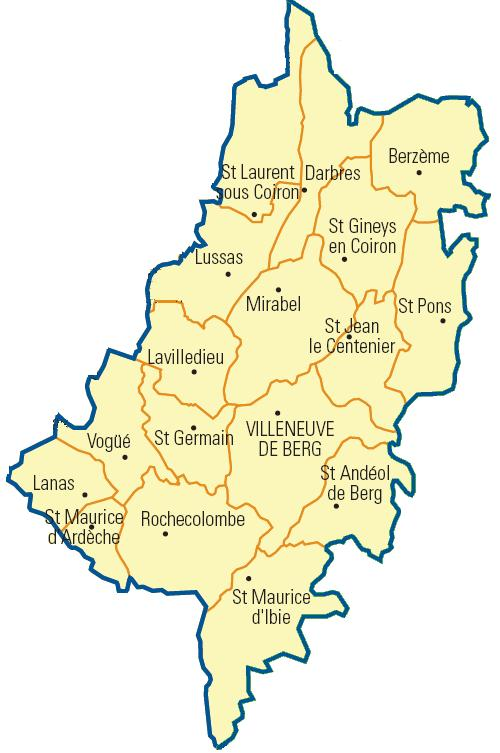
Comunes del cantó

El cantó de Vilanòva de Berg és un cantó francès del departament de l'Ardecha, situat al districte de L'Argentièira. Té 17 municipis i el cap és Vilanòva de Berg.

## Municipis
- Berzème
- Darbres
- Lanas
- Lavilledieu
- Lussas
- Mirabèu
- Rochecolombe
- Sant Andiòu de Berg
- Sant German
- Saint-Gineis-en-Coiron
- Sant Joan lo Centenièr
- Saint-Laurent-sous-Coiron
- Saint-Maurice-d'Ardèche
- Saint-Maurice-d'Ibie
- Sant Ponç
- Vilanòva de Berg
- Vogüé

## Història
| Data d'elecció                           | Identitat            | Partit                                              | Qualitat |
| ---------------------------------------- | -------------------- | --------------------------------------------------- | -------- |
| 1952-1976                                | Pierre Cornet        | Divers droite, després UDR, després RI, després UDF |          |
| 1976-2001                                | Lucien Auzas         | PS                                                  |          |
| 2001-2008                                | Jean-Pierre Gaillard | Divers droite                                       |          |
| 2008-                                    | Jean-Paul Roux       | Divers gauche                                       |          |
| les dades anteriors no són pas conegudes |                      |                                                     |          |
|                                          |                      |                                                     |          |

| 1962  | 1968  | 1975  | 1982  | 1990   | 1999   | 2007   |
| ----- | ----- | ----- | ----- | ------ | ------ | ------ |
| 5.368 | 6.002 | 5.959 | 6.708 | 10.188 | 10.469 | 10.144 |